# Dealerbutton

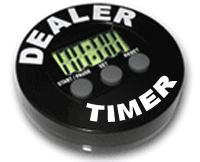
Een dealerbutton met elektronische klok (gebruikt voor toernooien)

Een dealerbutton is een rond schijfje (meestal wit van kleur met het woord "Dealer") dat gebruikt wordt bij bepaalde vormen van poker om aan te geven wie op dat moment de dealer is (zowel de positie, als het delen van kaarten). Bij aanwezigheid van een vaste dealer, representeert de persoon met de dealer button voor speltechnische redenen de positie van de dealer.
De dealerbutton wordt ook wel kortweg "De button" genoemd.
Een speler met de dealerbutton heet "op de button" te zitten.